# The Shadows
The Shadows (engleski Sjene) su engleska vokalno instrumentalna rock and roll grupa, čija se aktivnost odvijala od ranih 1950. pa sve do 2000. To je sastav koji je imao neobično veliki utjecaj na razvoj glazbe dvadesetog stoljeća.

## Povijest grupe

### Pedesete
Grupa je osnovana kao prateća instrumentalna grupa engleskog pjevača Cliff Richarda, pod imenom The Drifters su djelovali sve dok nisu otkrili da u Americi djeluje sastav istog imena. Osnivači sastava bili su: Ken Pavey (rođen 1932.)., Terry Smart na bubnjevima (rođen 1942.), Norman Mitham na gitari (rođen 1941.)., Ian Samwell (gitara) i Harry Webb (prije nego što se prezvao u Cliff Richard), gitara vokal.
Kuriozum Driftersa bio je da nisu imali bas-gitaru. Samwell je napisao prvu uspješnicu grupe "Move It" za koju mnogi misle da je djelo Cliff Richarda i The Shadowsa. Nitko iz originalne postave Driftersa nije ostao u grupi kad je postala grupa The Shadows.
Ubrzo su promijenili ime u Cliff Richard and The Drifters nakon što ih je otkrio manager Johnny Foster, i počeli nastupati u televizijskoj seriji za mlade Oh Boy!. Producent Norrie Paramor nije bio zadovoljan kvalitetom gitarista, pa je manager Johnny Foster počeo tražiti nekog boljeg. 
Gitarist i pjevač Hank Marvin svirao je u skiffle sastavu (tip malog gitarističkog sastava s udaraljkama, popularan u Engleskoj pedesetih godina) zajedno sa svojim prijateljem Bruce Welchom. Oni su inače stalno putovali iz Newcastla u London radi povremenih angažmana.
Fosteru se Hank Marvin dopao i ponudio mu je posao, a ovaj je to uvjetovao time da se uzme i njegov partner.
Novi manager grupe Franklin Boyd vidio je da su odličan tandem, kao solo i ritam gitara. Pomakao je Ian Samwella na bas, ali ga je ubrzo zamijenio basistom grupe Most Brothers,  Jet Harrisom. Bubnjar Terry Smart otišao je sam, a njega je zamijenio Harrisov prijatelj Tony Meehan. Postava The Driftersa je kompletirana i grupa se uskoro prezvala u The Shadows (početkom 1959.)
Njihov prvi manager Johnny Foster nastavio je raditi s Cliff Richardom.
Grupa je nastavila snimati i nastupati s Cliff Richardom, i snimila dva singla 1959. ("Feelin' Fine"/"Don't Be A Fool With Love") i ("Jet Black"/"Driftin'").

### Šesdesete
1960. sastav je izdao "Apache", instrumentalnu skladbu Jerry Lordana, koji je postao veliki hit, 5 tjedana nije se skidao s top lista. 
Nakon toga slijedila je još jedna Lordanova uspješnica "Wonderful Land", s bogatom violinskom orkestracijom u pozadini čvrstog metalnog zvuka Fender Stratocaster gitare. Ostala čak 8 tjedana na vrhu. Nakon toga slijedio je "Kon Tiki", i brojne uspješnice s Cliff Richardom. 
U listopadu 1961. Tony Meehan zamijenjen je Brian Bennettom a u travnju 1962. Jet Harris je zamijenjen Brian Lockingom, poznatim kao Licorice. Ova postava Shadowsa, izdala je sedam uspješnica, između njih i  "Dance On" i "Foot Tapper".
U listopadu 1963. Licorice je napustio grupu i otišao u Jehovah Witness. U grupu je ušao John Rostill kao bas-gitarist. Ova postava trajala je najduže u povijesti grupe.
Tijekom 1960. sastav se pojavio zajedno s Cliff Richardom u vrlo popularnom filmu za mlade The Young Ones. Taj film bio je pravi hit šesdesetih, i izazvao je pravu poplavu sličnih sastava po Engleskoj i kasnije svuda po svijetu.

## Diskografija
Britanska izdanja (osim Life Story)

### Albumi
- 1961. The Shadows
- 1962. Out of The Shadows
- 1963. Greatest Hits
- 1964. Dance With The Shadows
- 1965. The Sound of The Shadows
- 1965. More Hits!
- 1966. Shadow Music
- 1967. Jigsaw
- 1967. From Hank Bruce Brian and John
- 1968. Established 1958 s Cliff Richardom
- 1970. Shades of Rock
- 1973. Rockin' With Curly Leads
- 1975. Specs Appeal
- 1975. Live at the Paris Olympia
- 1977. 20 Golden Greats
- 1977. Tasty
- 1979. String of Hits
- 1980. Another String of Hot Hits
- 1980. Change of Address
- 1981. Hits Right Up Your Street
- 1982. Life In The Jungle/Live at Abbey Road
- 1983. XXV
- 1984. Guardian Angel
- 1986. Moonlight Shadows
- 1987. Simply Shadows
- 1989. Steppin' To The Shadows
- 1989. At Their Very Best
- 1990. Reflection
- 1993. Shadows In The Night - 16 Classic Tracks
- 1994. The Best of Hank Marvin and The Shadows
- 1997. The Shadows play Andrew Lloyd Webber and Tim Rice
- 1997. The Very Best of The Shadows - The First 40 Years
- 1998. 50 Golden Greats
- 2004. Life Story
- 2004. The Final Tour

### Singlice
- 1959. "Feelin' Fine"
- 1959. "Jet Black" (kao grupa The Drifters)
- 1959. "Saturday Dance"
- 1960. "Apache"
- 1960. "Man of Mystery"
- 1961. "F.B.I."
- 1961. "The Frightened City"
- 1961. "Kon-Tiki"
- 1961. "The Savage"
- 1962. "Wonderful Land"
- 1962. "Guitar Tango"
- 1962. "Dance On!"
- 1963. "Foot Tapper"
- 1963. "Atlantis"
- 1963. "Shindig"
- 1963. "Geronimo"
- 1964. "Theme for Young Lovers"
- 1964. "The Rise and Fall of Flingel Bunt"
- 1964. "Rhythm and Greens"
- 1964. "Genie With the Light Brown Lamp"
- 1965. "Mary Anne"
- 1965. "Stingray"
- 1965. "Don't Make My Baby Blue"
- 1965. "The War Lord"
- 1966. "I Met a Girl"
- 1966. "A Place in the Sun"
- 1966. "The Dreams I Dream"
- 1967. "Maroc 7"
- 1975. "Let Me Be the One
- 1978. "Love Deluxe"
- 1978. "Don't Cry for Me Argentina"
- 1979. "Theme From The Deer Hunter"
- 1980. "Riders In the Sky"
- 1980. "Equinoxe Part V"
- 1981. "The Third Man"

## Vanjske poveznice
- Danski webportal ljubitelja The Shadowsa  Arhivirana inačica izvorne stranice od 5. siječnja 2014. (Wayback Machine)
- The Shadows Club Irska  Arhivirana inačica izvorne stranice od 17. prosinca 2007. (Wayback Machine)
- The Shadows, službene stranice
- Cliff Richard i The Shadows diskografija  Arhivirana inačica izvorne stranice od 19. srpnja 2011. (Wayback Machine)